# خوردكي (بهمئي غرمسيري الشمالي)
خوردکي (بالفارسية: خوردکی) هي قرية تقع في إيران في قسم بهمئي غرمسیري الشمالي الريفي. يقدر عدد سكانها بـ 112 نسمة بحسب إحصاء 2016.